# Hurrikan Camille

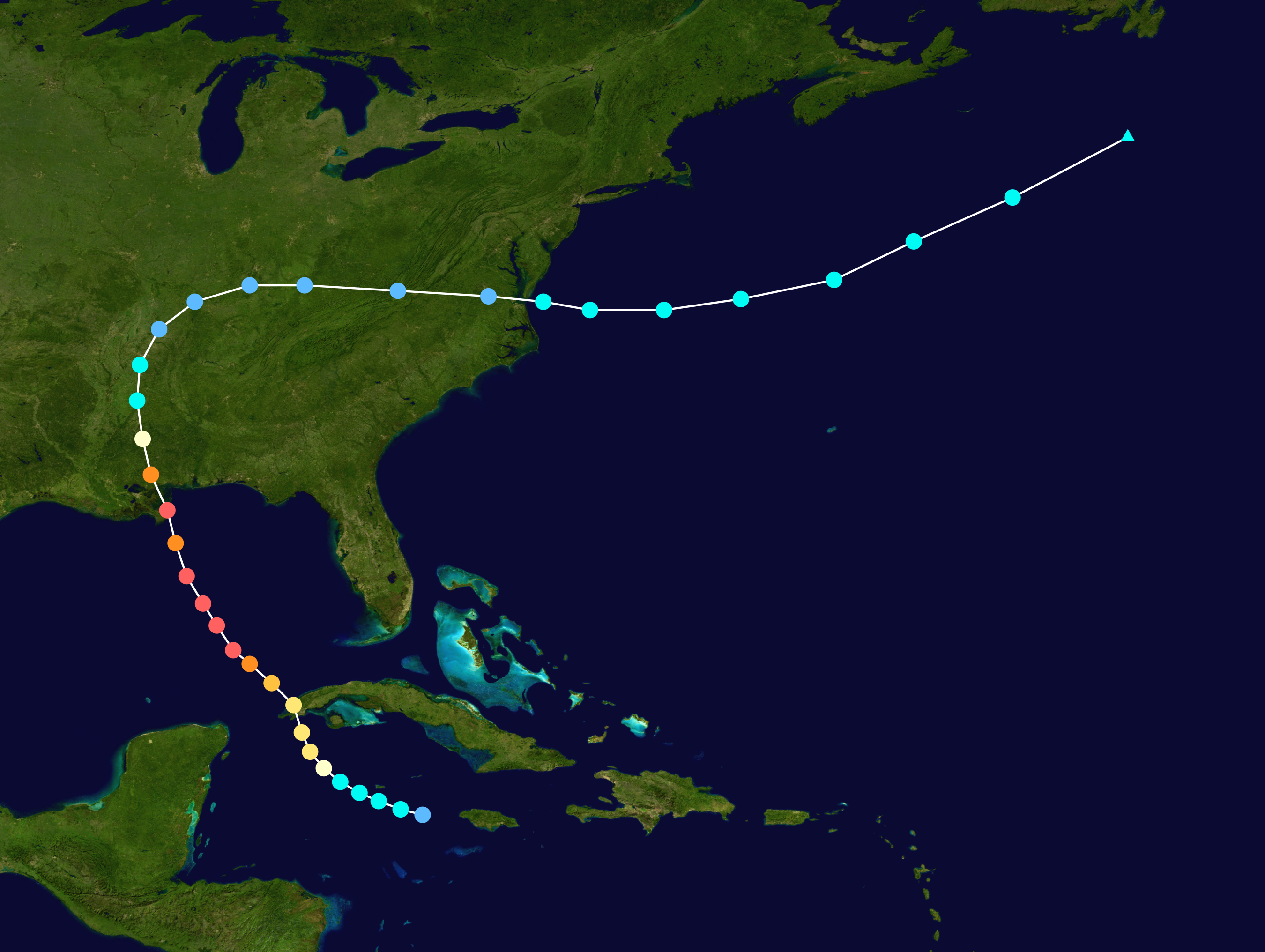
Zugbahn von Hurrikan Camille

Hurrikan Camille war ein Hurrikan der Kategorie 5, der die Gegend um das Mississippi-Delta am 17./18. August 1969 traf. Camille produzierte den fünftniedrigsten barometrischen Druck, der jemals im atlantischen Bassin registriert wurde; knappe 905 Hektopascal. Der einzige Hurrikan, der das Festland der USA mit einem noch niedrigeren Luftdruck heimsuchte, war der Labor-Day-Hurrikan von 1935, der 892 Hektopascal erreichte. Die wahre Intensität von Camille kann nur geschätzt werden, da alle meteorologischen Instrumente beim Erreichen des Festlandes ausfielen. Es wird trotzdem angenommen, dass Winde von 190 mph (306 km/h) und Böen von 210 mph (338 km/h) auftraten. Camille hielt, bevor 2005 Hurrikan Katrina auftrat, den Rekord der höchsten Sturmflut, die je in den USA in Pass Christian gemessen wurde (7,3 Meter). Camille schwenkte über dem Festland ostwärts und sorgte bis in den Süden von Virginia für Starkregenfälle, die sich auf bis zu 790 mm summierten. An diesem Punkt wurde Camille zu einem tropischen Tiefdruckgebiet heruntergestuft. Das System zog weiter nach Osten und gelangte erneut über Wasser. Über dem Atlantik erreichte das System noch einmal für kurze Zeit Sturmstärke, bevor es sich auflöste.

## Auswirkungen
Camille tötete in den Bundesstaaten Alabama, Mississippi und Louisiana 143 Menschen und verwüstete einen großen Bereich der Golfküste. Allein das verwüstete Gebiet in Harrison County, Mississippi war 176 km² groß. 113 Menschen starben durch Überflutung im Nelson County, Virginia. Insgesamt wurden 8.931 Leute verletzt, 5.662 Häuser zerstört und 13.915 Häuser schwer beschädigt. Viele der Opfer waren Küstenbewohner, die sich einer Evakuierung verweigert hatten. Die geschätzten Gesamtschäden betrugen inflationsbereinigt 6,1 Mrd. US-D (1996). Die Schadenhöhe war für damalige Verhältnisse atemberaubend, aber sie verblasst im Vergleich zu den 26 Mrd. Dollar durch Hurrikan Andrew 1992. Die Schäden durch Hurrikan Katrina 2005 werden mit 81 Mrd. Dollar angenommen. Dieser Sturm traf den gleichen Bereich wie Camille und wird von Anwohnern, die auch Camille bereits erlebten, als ziemlich schlimm beschrieben, hauptsächlich wegen Katrinas enormer Ausdehnung (Camille war ein vergleichsweise kompakter Hurrikan).

## Wissenswertes
1969 wurden die Namensregeln für Hurrikane nicht so strikt ausgelegt wie heute. John Hope, ein Meteorologe am National Hurricane Center, hatte eine Tochter names Camille, die zu dieser Zeit gerade die High School abgeschlossen hatte. Er fügte ihren Namen der Liste für die Stürme dieses Jahres hinzu, ohne zu ahnen, dass der Name Camille durch diesen Sturm berühmt-berüchtigt werden sollte.

## Vergleich mit Hurrikan Katrina

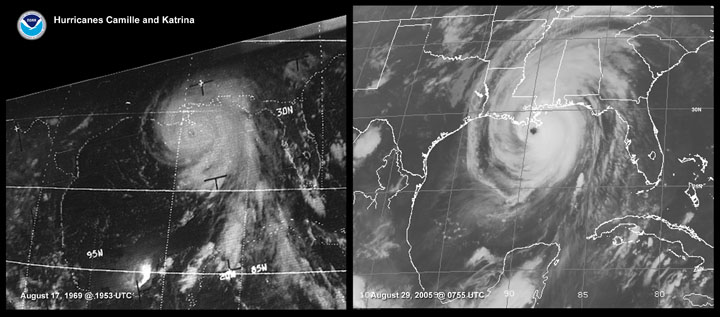
Vergleich der beiden Hurrikane Camille und Katrina auf Satellitenbildern

Obwohl die Hurrikane Camille und Katrina eine unterschiedliche Zugbahn verfolgten, erreichten sie den gleichen Abschnitt der Küste von Mississippi und hatten eine ähnliche zerstörerische Auswirkung. Camille intensivierte sich schneller als Katrina und behielt im Gegensatz dazu den Status eines Kategorie-5-Hurrikanes bis zum Überqueren der Küstenlinie bei. Der niedrigste zentrale Luftdruck Katrinas war jedoch geringer. Beiden Wirbelstürmen gemeinsam sind die Perioden rapider Intensivierung. Der Radius der größten Winde bei Hurrikan Camille umfasste nur ein Drittel des von Hurrikan Katrina und war in etwa so groß, wie der des sehr intensiven, aber kleinen Hurrikan Andrew; deswegen führte Camille im Gegensatz zu Katrina in New Orleans nur zu geringen Schäden. Das Windfeld in Orkanstärke Camilles umfasst nur zwei Drittel desselben von Hurrikan Katrina. Beide Wirbelstürme bewegten sich zum Zeitpunkt des Landfalls in einer ähnlichen Weise. Zwar war die Windgeschwindigkeit Camilles in dieser Phase höher, die von Katrina erzeugte Sturmflut übertraf jedoch an allen bekannten Punkten die von Camille, was auf die größere Ausdehnung von Hurrikan Katrina zurückzuführen ist.